# Jan Möller
Jan Möller (Malmö, 1953. szeptember 17. –) svéd válogatott labdarúgókapus.

## Pályafutása

### A válogatottban
1979 és 1988 között 17 alkalommal szerepelt a svéd válogatottban. Részt vett az 1978-as világbajnokságon.

## Sikerei, díjai
Malmö FF
- Svéd bajnok (5): 1974, 1975, 1977, 1986, 1988
- Svéd kupa (7): 1973, 1974, 1975, 1978, 1980, 1984, 1986
- BEK-döntős (1): 1978–79
- Interkontinentális kupa
  - döntős: 1979

Egyéni
- Guldbollen (1): 1979